# Comac C919
Dimensions
Le Comac C919 est un avion de ligne biréacteur moyen-courrier de l'avionneur chinois Comac. Le C919 a une capacité de 168 à 190 sièges, dont le premier vol a eu lieu le 5 mai 2017 et le premier vol commercial en mai 2023.
À la fin de l'année 2019, les six prototypes de tests prévus ont été construits, avec alors pour objectif une certification et une mise en service en 2021, début 2022. La certification est finalement obtenue en septembre 2022. Le premier avion est livré le 9 décembre 2022.

## Présentation
Le Comac C919 est à son lancement le plus gros avion commercial jamais conçu et construit par la Chine. Annoncé en 2010 pour 2014, son premier vol a eu lieu le 5 mai 2017, les premières livraisons étant prévues pour 2020-2021. Il a pour ambition de concurrencer les différentes déclinaisons des Airbus A320 et Boeing 737.
Son nom est constitué de la lettre initiale « C » de Comac, du chiffre « 9 », qui symbolise en Chine la longévité et du nombre « 19 » qui codifie la capacité de 190 places de l'appareil. Le Comac C919, dans sa première version, propose d'accueillir 168 passagers sur un rayon de 5 500 km.
La conception et l'assemblage de l'avion se font à Shanghai. Les moteurs vont d'abord provenir de l'industrie étrangère, mais la Chine envisage de produire ses propres réacteurs.
Le projet a été en partie financé par des fonds publics.

## Historique

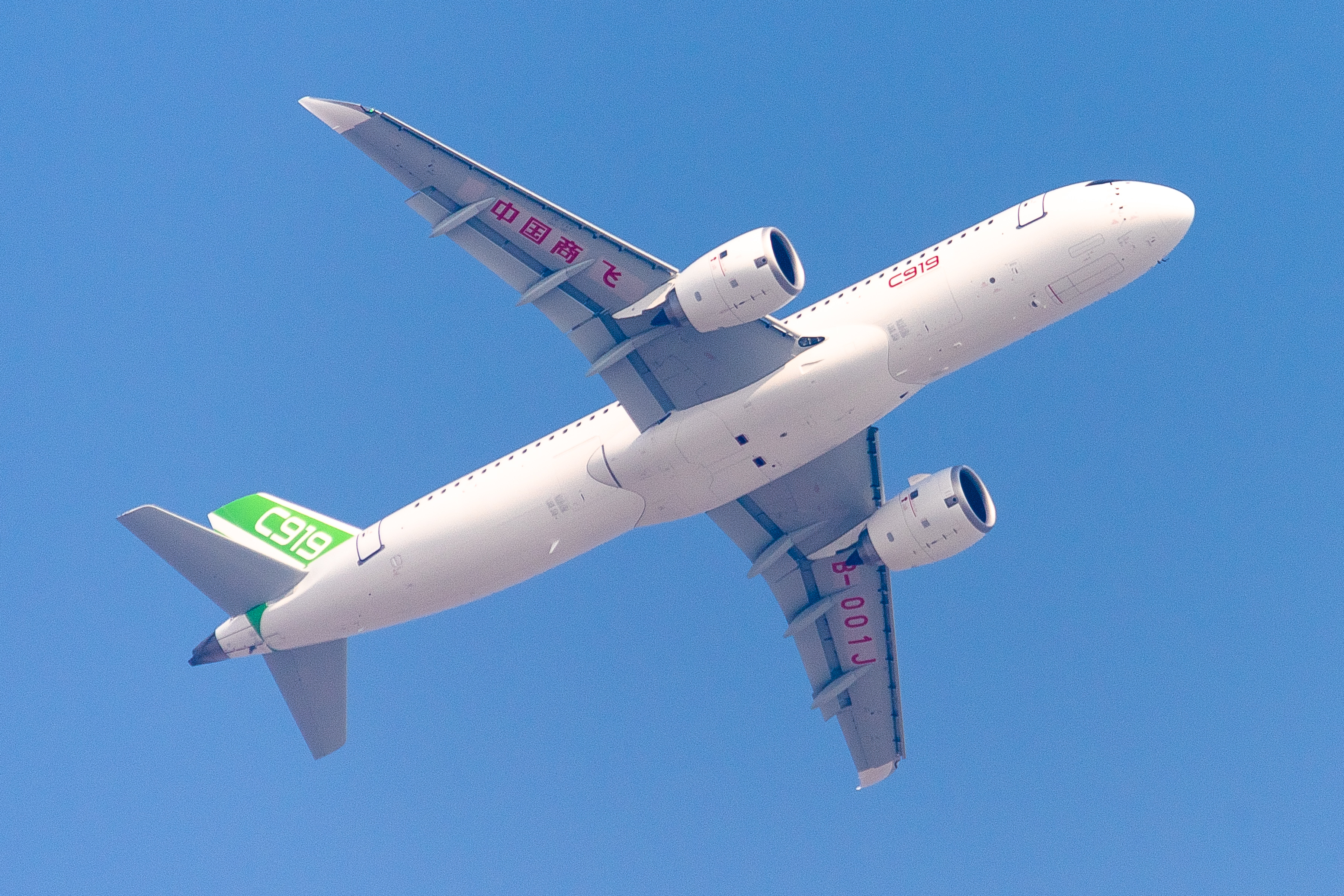
Le sixième prototype le 30 septembre 2022.

Le 8 septembre 2009, au cours de l'Asian Aerospace 2009, Comac a dévoilé un modèle réduit du C919, indiquant que les fournisseurs des moteurs seraient sélectionnés d'ici la fin de l'année 2009 ; CFM International, une coentreprise de Safran et General Electric, est finalement retenue le 16 décembre 2009. Le C919 sera équipé du LEAP-1C.
Après la première présentation officielle effectuée le 2 novembre 2015, le vol inaugural a lieu le 5 mai 2017 depuis l'aéroport international de Shanghai-Pudong. L'appareil a effectué son second vol d'une durée d'environ deux heures et demie au décollage du même aéroport le 28 septembre de la même année. La seconde sortie du B-001A s'est ainsi déroulée près de cinq mois après son premier vol. En novembre 2017, le C919 a déjà réalisé cinq premiers vols d'essai.
Un deuxième prototype (B-102A) a effectué son premier vol d'essai le 17 décembre 2017. Un troisième prototype (103) a effectué correctement son premier vol d'essai le 28 décembre 2018. Le sixième, et en théorie dernier, prototype (106) effectue son premier vol le 27 décembre 2019.
En janvier 2022, seuls 34 des 276 vols prévus au programme de certification ont été effectués. Fin juillet 2022, le C919 équipé de réacteurs CFM International LEAP-1C aurait terminé ses vols d'essai selon le magazine Air Journal, ouvrant la voie à sa certification prochaine par les autorités chinoises,. Elle est obtenue le 29 septembre 2022. Le certificat de production de la part de l'Administration de l'aviation civile de Chine est obtenu le 29 novembre 2022.
Le premier appareil est livré le 9 décembre 2022 à la compagnie China Eastern Airlines. La mise en service de l'appareil est prévue au printemps 2023, soit avec neuf ans de retard sur le calendrier initialement prévu par Pékin lors du lancement du programme en 2009. Cet avion doit effectuer 100 heures de vols de vérification avec le régulateur CAAC avant de pouvoir entrer en service commercial. Il est configuré pour accueillir 164 passagers.
Son vol commercial inaugural a eu lieu le 28 mai 2023 depuis l'aéroport international de Shanghai Hongqiao à destination de l'aéroport international de Pékin-Daxing.

### Fournisseurs
Comac a sélectionné neuf sociétés chinoises pour fournir la cellule et les équipements de l'avion, 51 pour les pièces et 16 pour les matériaux. Au moins 200 sociétés et 20 universités des 20 provinces chinoises sont impliquées dans la construction du C919. 17 coentreprises ont été créées pour les besoins de ce projet. C'est notamment le cas d'une société de câblage détenue conjointement par Shanghai Aircraft Manufacturing Company et la société française Safran Electrical & Power, détenant respectivement 51 % et 49 %.
Le constructeur chinois Hongdu Aviation Industry Group est responsable de la production de 25 % des pièces.

## Ventes
Le 16 novembre 2010, dans le cadre du salon aéronautique de Zhuhai, Comac annonce 100 commandes pour le C919 auprès de quatre compagnies chinoises ainsi que de la branche de leasing de General Electric, qui motorisera l'appareil avec le français Safran.
Au cours du salon du Bourget 2011, Comac et Ryanair ont signé un accord de coopération pour le développement du C919.
En 2011, seules des compagnies aériennes chinoises, ainsi qu'une filiale du motoriste, ont passé commande,.
Fin avril 2017, l'appareil enregistre un total de 570 commandes. En avril 2019, ce sont 765 commandes qui sont enregistrées. En décembre 2019, on dénombre 305 commandes fermes et quelque 700 engagements et intentions d’achat de 28 clients dont 27 sont chinois.
Durant l’année 2024, le C919 a représenté 25 % des commandes mondiales d’avions moyen-courrier enregistrées dans le monde.